# 광주군 (2000년 선거구)
광주군은 대한민국의 옛 국회의원 선거구이다. 당시 경기도 광주군 일대를 관할하였다.

## 역사
대한민국 제16대 국회의원 선거를 앞두고 하남시·광주군 선거구에서 분리되어 신설되었다. 
2001년 3월 21일을 기해 광주군이 광주시로 승격되었다. 이에 대한민국 제17대 국회의원 선거를 앞두고 광주군 선거구가 광주시 선거구로 개편되었다.

## 역대 국회의원
| 선거   | 정당 | 정당     | 의원   |
| ------ | ---- | -------- | ------ |
| 2000년 |      | 한나라당 | 박혁규 |

## 역대 선거 결과

### 대한민국 제16대 국회의원 선거
|  | 34.15% |

|  | 34.14% |

|  | 26.89% |

|  | 1.64% |

|  | 1.62% |

|  | 1.54% |